# Karczunek (Mazovie)
Pour les articles homonymes, voir Karczunek.
Karczunek (prononciation : [karˈt͡ʂunɛk]) est un village polonais de la gmina de Sobienie-Jeziory dans le powiat d'Otwock de la voïvodie de Mazovie dans le centre-est de la Pologne.
Le village compte approximativement une population de 40 habitants.

## Histoire
De 1975 à 1998, le village appartenait administrativement à la voïvodie de Siedlce.